# Thymoites marxi
Thymoites marxi es una especie de araña araneomorfa del género Thymoites, familia Theridiidae. Fue descrita científicamente por Crosby en 1906.
Habita desde los Estados Unidos hasta México.